# ジュリアン・ジェインズ
ジュリアン・ジェインズ（Julian Jaynes 1920年2月27日 – 1997年11月21日）アメリカの心理学者。英: The Origin of Consciousness in the Breakdown of the Bicameral Mind(1976)（『神々の沈黙-意識の誕生と文明の興亡』）と、そこで提唱した二分心で知られる。

## 生涯
ジェインズはマサチューセッツ州のニュートン西部で生まれ、ハーバード大学に通った。マギル大学を卒業後、イエール大学で修士と博士の学位を取得した。心理学者エドウィン・ボーリングの親友であった。学生時代のジェインズは動物行動学に取り組み、動物の行動について重要な貢献をした。イエール大学を出ると、イングランドで、俳優と劇作家として活動した。その後プリンストン大学に就職し(1966-1990)、心理学について教鞭をとった。非常に人気があり、多くの大学で、人類学、考古学、哲学、英語学の講師として招待された。彼は、1979年にはロードアイランドカレッジから、さらに1985年にエリザベータウンカレッジから名誉博士号を与えられた。
"Behavioral and Brain Sciences"誌の共同編集者や"Journal of Mind and Behavior"誌の編集委員を務めた。
1997年、脳溢血で歿。